# Christine Driano
Christine Driano, née le 10 mars 1961, est une pilote automobile française de rallyes.
Elle commence la compétition en 1984 (karting, Coupe 104, et Trophéminin Visa dont elle est lauréate sur Bordeaux), et s'engage à onze reprises en championnat du monde des rallyes de 1990 à 1993 sur Citroën AX Sport. Son meilleur résultat est deux 13e places obtenues en 1993 au Rallye Monte-Carlo et au Rallye du Portugal
De 1988 à 1990, elle est sacrée trois fois consécutivement Championne de France des rallyes sur AX Sport.
Elle remporte en 1993 la Coupe FIA des dames du championnat du monde des rallyes, devant l'allemande Isolde Holderied sacrée en 1994 et 1995.
Elle a également disputé 14 courses comptabilisées pour le championnat d'Europe des rallyes de 1984 à 1987, sur Citroën Visa, AX, et Lancia Delta HF Intégrale, finissant notamment dans le Top-5 du Rallye Grasse-Alpin en 1993.
Sa copilote a principalement été Marie-Christine Lallement.

## Palmarès

### Titre
- Coupe FIA des dames du Championnat du monde des rallyes, en 1993.